# Osiedle Przydworcowe (Skarżysko-Kamienna)
Osiedle Przydworcowe – osiedle administracyjne Skarżyska-Kamiennej, usytuowane w centralnej części miasta.
Osiedle obejmuje tereny na północ od torów kolejowych, w rejonie ulicy Zielnej. U jego południowego wierzchołka znajduje główny dworzec miasta.

## Zasięg terytorialny
Osiedle obejmuje następujące ulice: Jagiellońska; Julina Fałata; Kolejowa; Kosmonautów ; Wojciecha Kossaka; Lotnicza: Józefa Małowicza; Matejki; Aleja Niepodległości od nr 123 do końca (nieparzyste); Oseta Wasilewskiego; Pułaskiego od nr 32 do końca (parzyste) i od nr 37 do końca (nieparzyste): Rejowska od nr 30 do końca (parzyste) i od nr 45 do końca (nieparzyste); Sokola od nr 2 do nr 40 (parzyste), Spółdzielcza od nr 40 do końca (parzyste) i od nr 35 do końca (nieparzyste); Szydłowiecka; Św. Brata Alberta; Wiejska od nr 26 do końca (parzyste); Zielna; Żwirki i Wigury.